# Dwergmollisia
De dwergmollisia (Mollisia cinerella) is een schimmel behorend tot de familie Mollisiaceae. Hij leeft saprotroof op twijg van eik (Quercus) en rottende bolsters van tamme kastanje (Castanea sativa).

## Kenmerken
De vruchtlichamen zijn ongeveer 1 mm in diameter en de kleur is olijfgrijs of iets blauwig getint hymenium. Er is geen mycelium-matje. De sporen zijn cilindrisch qua vorm en meten 8-11 × 2,5 µm Microscopisch onderzoek is noodzakelijk voor zekere determinatie.

## Verspreiding
De dwergmollisia komt voor in Europa. In Nederland komt de soort zeldzaam voor.